# Impatiens orchioides
Impatiens orchioides är en balsaminväxtart som beskrevs av Richard Henry Beddome. Impatiens orchioides ingår i släktet balsaminer, och familjen balsaminväxter. Inga underarter finns listade i Catalogue of Life.